# Anórthosis Famagouste
Maillots
Actualités
L'Anórthosis Famagouste (en grec moderne : Ανόρθωση Αμμοχώστου, Anórthosi Ammochóstou) est un club chypriote de football fondé en 1911 et basé dans la ville de Famagouste (ville occupée par l'armée turque depuis 1974).
L'Anórthosis, le plus ancien club chypriote, évolue au stade Antonis Papadopoulos à Larnaca depuis l'occupation militaire turque de Famagouste.
Le club est présidé par Christos Poullaidis. L'équipe première, entraînée par Ronny Levy, évolue en première division du championnat de Chypre et a disputé en 2008-2009 la Ligue des champions.

## Histoire

### Historique
- 1911 : fondation du club
- 1963 : 1re participation à une Coupe d'Europe (C1, saison 1963-1964)
- 2008 : après avoir éliminé le Pyunik Erevan (1-0 ; 2-0), le Rapid de Vienne (3-0 ; 1-3) puis l'Olympiakos Le Pirée (3-0 ; 0-1), l'Anarthosis accède pour la première fois de son histoire à la phase de groupes de la Ligue des champions. C'est la première fois qu'un club chypriote parvient à se qualifier à la phase de poules, et c'est d'ailleurs le premier club (en même temps que le FC BATE Borissov en Biélorussie) de l'histoire de la Ligue des champions à réussir à se qualifier pour la phase de groupes en ayant passé les 3 tours préliminaires (si l'on excepte Liverpool FC en 2005-2006, tenant du titre mais non qualifié par son championnat national et qui avait dû passer par les trois tours de qualification).

### Histoire du club
Le club a remporté treize championnats de Chypre, dix coupes de Chypre et six supercoupes de Chypre. En 2008, il devient le premier club chypriote à accéder à la phase de poules de la Ligue des champions après avoir éliminé les Arméniens du Pyunik Erevan, les Autrichiens du Rapid de Vienne et les Grecs de l'Olympiakos Le Pirée.

## Bilan sportif

### Palmarès
| Compétitions nationales | Compétitions internationales |
| - Championnat de Chypre (13) : - Champion : 1949-1950, 1956-1957, 1957-1958, 1959-1960, 1961-1962, 1962-1963, 1994-1995, 1996-1997, 1997-1998, 1998-1999, 1999-2000, 2004-2005 et 2007-2008. - Coupe de Chypre (11) : - Vainqueur : 1948-49, 1958-1959, 1961-1962, 1963-1964, 1970-1971, 1974-1975, 1997-1998, 2001-2002, 2002-2003, 2006-2007 et 2020-2021. - Finaliste : 1946-1947, 1949-1950, 1962-1963, 1993-1994, 1998-1999 et 2007-2008. - Supercoupe de Chypre (7) : - Vainqueur : 1962, 1964, 1995, 1998, 1999, 2000 et 2007. - Finaliste : 1963, 1997, 2002, 2003, 2005, 2008 et 2021. | - Néant                      |

### Classements en championnat
La frise ci-dessous résume les classements successifs du club en championnat depuis la saison 1948-1949.

### Bilan européen

#### Bilan
| Compétition              | P  | M   | V  | N  | D  | BP  | BC  | Diff. |
| ------------------------ | -- | --- | -- | -- | -- | --- | --- | ----- |
| Ligue des champions (C1) | 8  | 36  | 12 | 9  | 15 | 47  | 44  | +3    |
| Coupe des coupes (C2)    | 3  | 6   | 0  | 1  | 5  | 1   | 34  | -33   |
| Ligue Europa (C3)        | 20 | 63  | 25 | 5  | 33 | 82  | 114 | -32   |
| Ligue Conférence (C4)    | 1  | 8   | 2  | 4  | 2  | 3   | 5   | -2    |
| Coupe Intertoto          | 1  | 2   | 0  | 0  | 2  | 0   | 9   | -9    |
| Total                    | 33 | 115 | 39 | 19 | 57 | 133 | 206 | -73   |

#### Résultats
Légende
- Victoire ou qualification pour le tour suivant
- Match nul
- Défaite ou élimination de la compétition

Note : dans les résultats ci-dessous, le score du club est toujours donné en premier.
| Saison    | Compétition               | Tour                | Club                  | Domicile | Extérieur | Total     |
| --------- | ------------------------- | ------------------- | --------------------- | -------- | --------- | --------- |
| 1963-1964 | Coupe des clubs champions | Tour préliminaire   | Partizan Belgrade     | 1 - 3    | 0 - 3     | 1 - 6     |
| 1964-1965 | Coupe des coupes          | Tour préliminaire   | Sparta Prague         | 0 - 6    | 0 - 10    | 0 - 16    |
| 1971-1972 | Coupe des coupes          | Seizièmes de finale | K Beerschot VAC       | 0 - 1    | 0 - 7     | 0 - 8     |
| 1975-1976 | Coupe des coupes          | Seizièmes de finale | Ararat Erevan         | 1 - 1    | 0 - 9     | 1 - 10    |
| 1983-1984 | Coupe UEFA                | Premier tour        | Bayern Munich         | 0 - 1    | 0 - 10    | 0 - 11    |
| 1991-1992 | Coupe UEFA                | Premier tour        | Steaua Bucarest       | 1 - 2    | 2 - 2     | 3 - 4     |
| 1992-1993 | Coupe UEFA                | Premier tour        | Juventus FC           | 0 - 4    | 1 - 6     | 1 - 10    |
| 1994-1995 | Coupe UEFA                | Tour préliminaire   | Volov Choumen (en)    | 2 - 0    | 2 - 1     | 4 - 1     |
| 1994-1995 | Coupe UEFA                | Premier tour        | Athletic Bilbao       | 2 - 0    | 0 - 3     | 2 - 3     |
| 1995-1996 | Ligue des champions       | Tour préliminaire   | Rangers FC            | 0 - 0    | 0 - 1     | 0 - 1     |
| 1997-1998 | Coupe UEFA                | Premier tour Q      | Shirak Gyumri         | 4 - 0    | 2 - 2     | 6 - 2     |
| 1997-1998 | Coupe UEFA                | Deuxième tour Q     | Neuchâtel Xamax       | 1 - 2    | 0 - 4     | 1 - 6     |
| 1997-1998 | Ligue des champions       | Premier tour Q      | Kareda Kaunas         | 3 - 0    | 1 - 1     | 4 - 1     |
| 1997-1998 | Ligue des champions       | Deuxième tour Q     | Lierse SK             | 2 - 0    | 0 - 3     | 2 - 3     |
| 1997-1998 | Coupe UEFA                | Premier tour        | Karlsruher SC         | 1 - 1    | 1 - 2     | 2 - 3     |
| 1998-1999 | Ligue des champions       | Premier tour Q      | Valletta FC           | 6 - 0    | 2 - 0     | 8 - 0     |
| 1998-1999 | Ligue des champions       | Deuxième tour Q     | Olympiakos            | 2 - 4    | 1 - 2     | 3 - 5     |
| 1998-1999 | Coupe UEFA                | Premier tour        | FC Zurich             | 2 - 3    | 0 - 4     | 2 - 7     |
| 1999-2000 | Ligue des champions       | Premier tour Q      | Slovan Bratislava     | 2 - 1    | 1 - 1     | 3 - 2     |
| 1999-2000 | Ligue des champions       | Deuxième tour Q     | Hertha Berlin         | 0 - 0    | 0 - 2     | 0 - 2     |
| 1999-2000 | Coupe UEFA                | Premier tour        | Legia Varsovie        | 1 - 0    | 0 - 2     | 1 - 2     |
| 2000-2001 | Ligue des champions       | Deuxième tour Q     | RSC Anderlecht        | 0 - 0    | 2 - 4     | 2 - 4     |
| 2002-2003 | Coupe UEFA                | Tour préliminaire   | CS Grevenmacher       | 3 - 0    | 0 - 2     | 3 - 2     |
| 2002-2003 | Coupe UEFA                | Premier tour        | Iraklis Thessalonique | 3 - 1    | 2 - 4     | 5E - 5    |
| 2002-2003 | Coupe UEFA                | Deuxième tour       | Boavista FC           | 0 - 1    | 1 - 2     | 1 - 3     |
| 2003-2004 | Coupe UEFA                | Tour préliminaire   | Željezničar Sarajevo  | 1 - 3    | 0 - 1     | 1 - 4     |
| 2005-2006 | Ligue des champions       | Premier tour Q      | Dinamo Minsk          | 1 - 0    | 1 - 1     | 2 - 1     |
| 2005-2006 | Ligue des champions       | Deuxième tour Q     | Trabzonspor           | 3 - 1    | 0 - 1     | 3 - 2     |
| 2005-2006 | Ligue des champions       | Troisième tour Q    | Olympiakos            | 1 - 2    | 0 - 2     | 1 - 4     |
| 2005-2006 | Coupe UEFA                | Premier tour        | US Palerme            | 0 - 4    | 1 - 2     | 1 - 6     |
| 2007-2008 | Coupe UEFA                | Premier tour Q      | Vardar Skopje         | 1 - 0    | 1 - 0     | 2 - 0     |
| 2007-2008 | Coupe UEFA                | Deuxième tour Q     | CFR Cluj              | 0 - 0    | 3 - 1     | 3 - 1     |
| 2007-2008 | Coupe UEFA                | Premier tour        | Tottenham Hotspur     | 1 - 1    | 1 - 6     | 2 - 7     |
| 2008-2009 | Ligue des champions       | Premier tour Q      | Pyunik Erevan         | 1 - 0    | 2 - 0     | 3 - 0     |
| 2008-2009 | Ligue des champions       | Deuxième tour Q     | Rapid Vienne          | 3 - 0    | 1 - 3     | 4 - 3     |
| 2008-2009 | Ligue des champions       | Troisième tour Q    | Olympiakos            | 3 - 0    | 0 - 1     | 3 - 1     |
| 2008-2009 | Ligue des champions       | Groupe B            | Werder Brême          | 2 - 2    | 0 - 0     | Quatrième |
| 2008-2009 | Ligue des champions       | Groupe B            | Panathinaïkos         | 3 - 1    | 0 - 1     | Quatrième |
| 2008-2009 | Ligue des champions       | Groupe B            | Inter Milan           | 3 - 3    | 0 - 1     | Quatrième |
| 2009-2010 | Ligue Europa              | Premier tour Q      | UN Käerjéng 97        | 5 - 0    | 2 - 1     | 7 - 1     |
| 2009-2010 | Ligue Europa              | Deuxième tour Q     | OFK Petrovac          | 2 - 1    | 1 - 3 ap  | 3 - 4     |
| 2010-2011 | Ligue Europa              | Premier tour Q      | Banants Erevan        | 3 - 0    | 1 - 0     | 4 - 0     |
| 2010-2011 | Ligue Europa              | Deuxième tour Q     | HNK Šibenik           | 0 - 2    | 3 - 0 ap  | 3 - 2     |
| 2010-2011 | Ligue Europa              | Troisième tour Q    | Cercle Bruges         | 3 - 1    | 0 - 1     | 3 - 2     |
| 2010-2011 | Ligue Europa              | Barrages Q          | CSKA Moscou           | 1 - 2    | 0 - 4     | 1 - 6     |
| 2011-2012 | Ligue Europa              | Deuxième tour Q     | FC Gagra              | 3 - 0    | 0 - 2     | 3 - 2     |
| 2011-2012 | Ligue Europa              | Troisième tour Q    | Rabotnički Skopje     | 0 - 2    | 2 - 1     | 2 - 3     |
| 2013-2014 | Ligue Europa              | Deuxième tour Q     | Levadia Tallinn       | 3 - 0    | 3 - 1     | 6 - 1     |
| 2013-2014 | Ligue Europa              | Troisième tour Q    | FC Dila Gori          | 0 - 3    | 1 - 0     | 1 - 3     |
| 2020-2021 | Ligue Europa              | Troisième tour Q    | FC Bâle               | N/A      | 2 - 3     | 2 - 3     |
| 2021-2022 | Ligue Europa              | Troisième tour Q    | Rapid Vienne          | 1 - 3    | 2 - 2     | 3 - 5`    |
| 2021-2022 | Ligue Europa Conférence   | Barrages Q          | Hapoël Beer-Sheva     | 3 - 1    | 0 - 0     | 3 - 5     |
| 2021-2022 | Ligue Europa Conférence   | Groupe B            | KAA La Gantoise       | 1 - 0    | 0 - 2     | Troisième |
| 2021-2022 | Ligue Europa Conférence   | Groupe B            | Partizan Belgrade     | 0 - 2    | 1 - 1     | Troisième |
| 2021-2022 | Ligue Europa Conférence   | Groupe B            | Flora Tallinn         | 2 - 2    | 2 - 2     | Troisième |

## Personnalités du club

### Présidents
| - Nicolaos Katalanos (1911) - Michael Michaelidis (1911 - 1914) - Ioannis Myrianthous (1914 - 1917) - Michael Michaelidis (1917 - 1919) - Luis Loizou (1919 - 1920) - Morfis Michael (1920 - 1924) - Anastasios Oikonomides (1924 - 1940) - Andreas Gavrielides (1940 - 1955) - Anastasios Oikonomides (1955 - 1961) | - Paulos Paulakis (1961 - 1962) - Michael Kayias (1962 - 1963) - Nicolas Antoniou (1963 - 1966) - Paulos Paulakis (1966 - 1967) - Xanthos Sarris (1967 - 1969) - Ntinos Adam (1969 - 1970) - Takis Pelekanos (1970 - 1983) - Stelios Frenaritis (1983 - 1989) - Kikis Konstantinou (1989 - 2003) | - Kyriakos Theocharous (2003 - 2004) - Andreas Panteli (2004 - 2008) - Chris Georgiades (2008 - 2009) - Antonis Demetriou (2009 - 2010) - Kyriákos Koúsios (2010 - 2011) - Kikis Konstantinou (2011) - Savvas Kakos (2011 - ?) - Christos Poullaidis |

### Entraîneurs
Le tableau suivant présente la liste des entraîneurs du club depuis 1912.
| Rang | Nom                 | Période     |
| ---- | ------------------- | ----------- |
| 1    | Lukas Aurednik      | 1963 - 1965 |
| 2    | Sima Milovanov      | 1970 - 1971 |
| 3    | Panicos Iakovou     | 1970 - 1972 |
| 4    | Vladimir Hobot      | 1972 - 1973 |
| 5    | Stefaanos Petritsis | 1973 - 1974 |
| 6    | Antonis Karras      | 1974 - 1977 |
| 7    | Georgi Pachedzhiev  | 1977 - 1980 |
| 8    | Leo Bolni           | 1980 - 1981 |
| 9    | Andon Dončevski     | 1981 - 1982 |
| 10   | Tsvetan Ilchev      | 1982 - 1984 |
| 11   | Peter Cormack       | 1984 - 1986 |
| 12   | Joseph Zatina       | 1986 - 1987 |
| 13   | Artemis Theocharous | 1986 - 1987 |
| 14   | Panicos Iacovou     | 1987 - 1988 |
| 15   | Artemis Theocharous | 1987 - 1988 |
| 16   | Lákis Petrópoulos   | 1987 - 1990 |
| 17   | Demetris Zaggylos   | 1989 - 1990 |
| 18   | Mirsad Fazlagić     | 1989 - 1990 |
| 19   | Anghel Iordănescu   | 1990 - 1992 |
| 20   | Vladimir Gutsaev    | 1992 - 1993 |

| Rang | Nom                   | Période                             |
| ---- | --------------------- | ----------------------------------- |
| 21   | Artemis Theocharous   | 1992 - 1993                         |
| 22   | Lennart Söderberg     | 1992 - 1993                         |
| 23   | Nikos Alefantos       | 1992 - 1993                         |
| 24   | Andreas Mouskallis    | 1993 - 1995                         |
| 25   | Yordan Yordanov       | 1994 - 1995                         |
| 26   | Georgi Vasilev        | 1995 - 1996                         |
| 27   | Nikos Karoulias       | 1995 - 1996                         |
| 28   | Dušan Mitošević       | 1996 - 2001                         |
| 29   | Janusz Wójcik         | 1er juillet 2001 - 28 novembre 2001 |
| 30   | Giannis Matzourakis   | 2002                                |
| 31   | Nikolay Kostov        | 2001 - 2002                         |
| 32   | Edward Lorens         | 20 août 2002 - 22 décembre 2002     |
| 33   | Andreas Michaelides   | 2003                                |
| 34   | Dušan Mitošević       | 2003 - 2004                         |
| 35   | Temuri Ketsbaia       | 2004 - 13 avril 2009                |
| 36   | Ernst Middendorp      | 7 mai 2009 - 25 juillet 2009        |
| 37   | Slavoljub Muslin      | 8 août 2009 - 18 février 2010       |
| 38   | Níkos Nicoláou        | 18 février 2010 - 30 juin 2010      |
| 39   | Ángel Guillermo Hoyos | 1er juillet 2010 - 18 novembre 2010 |
| 40   | Slobodan Krčmarević   | 18 novembre 2010 - 25 décembre 2010 |

| Rang | Nom                  | Période                              |
| ---- | -------------------- | ------------------------------------ |
| 41   | Stanimir Stoilov     | 27 décembre 2010 - 25 septembre 2011 |
| 42   | Ronny Levy           | 1er octobre 2011 - 1er avril 2013    |
| 43   | Pambos Christodoulou | 2 avril 2013 - 25 mai 2013           |
| 44   | Christakis Kassianos | 25 mai 2013 - 18 août 2013           |
| 45   | Jorge Costa          | 18 août 2013 - 30 janvier 2014       |
| 46   | Nikos Kostenoglou    | 6 février 2014 - 31 mai 2014         |
| 47   | André Paus           | 1er juin 2014 - 17 février 2016      |
| 48   | Zoran Milinković     | 17 février 2016 - 23 mars 2016       |
| 49   | Neophytos Larkou     | 23 mars 2016 - 31 mai 2016           |
| 50   | Antonio Puche        | 1er juin 2016 - 17 octobre 2016      |
| 51   | Ronny Levy           | 26 octobre 2016 - 26 septembre 2018  |
| 52   | Jurgen Streppel      |                                      |

## Logos du club

Ancienne version du logo
Ancienne version du logo